# Municipio de West Nantmeal
El municipio de West Nantmeal (en inglés: West Nantmeal Township) es un municipio ubicado en el condado de Chester en el estado estadounidense de Pensilvania. En el año 2000 tenía una población de 2.031 habitantes y una densidad poblacional de 58,5 personas por km².

## Geografía
El municipio de West Nantmeal se encuentra ubicado en las coordenadas 40°07′27″N 75°48′55″O / 40.12417, -75.81528.

## Demografía
Según la Oficina del Censo en 2000 los ingresos medios por hogar en la localidad eran de $52 128 y los ingresos medios por familia eran de $55 776. Los hombres tenían unos ingresos medios de $40 938 frente a los $29 813 para las mujeres. La renta per cápita de la localidad era de $21 348. Alrededor del 4,4% de la población estaba por debajo del umbral de pobreza.